# 弥蒙铁路
弥蒙铁路，又称弥蒙高铁，为中华人民共和国云南省红河哈尼族彝族自治州境内的一条高速铁路，线路北起南宁至昆明高铁弥勒站，途经弥勒市、开远市、蒙自市，南抵蒙自市红河站，全长106公里，设计时速250公里，全线共设弥勒、竹园、朋普、开远南、红河5座车站，其中除弥勒外均为新建车站。该线路亦是中国30个少数民族自治州中的首条城际高铁，和西南五省最南端的铁路，成为辐射南亚东南亚的重要基础设施。
弥蒙高铁连接滇南中心城市群轨道交通，与之形成外铁内轨的网状轨道交通格局，与昆明至河口铁路相衔接，形成中越国际通道重要连接线。建成通车后，成为连接云南省省会昆明和红河州州府蒙自的重要客运通道，极大缩短了两地的出行时间，替代了原有昆玉河铁路的客运功能，昆明南站至红河站最快69分钟可达，弥勒、开远、蒙自三地可实现半小时通达。

## 技术概况
弥蒙高铁项目由中国铁路昆明局集团滇南铁路建设指挥部建设。2020年云南525个重点项目之一，总投资136.2亿元。
铁路沿线地质复杂、桥隧众多，包含桥梁50座、隧道10座。自2018年6月开工建设以来，中国国家铁路集团有限公司组织各参建单位科学施工、攻坚克难，确保工程如期建成。开通运营前，铁路部门组织相关单位，对高铁各专业设备进行了联调联试、检测验收和安全评估，对轨道状态、弓网性能、列车控制、通信信号系统等进行了综合优化调整。该项目规划远景年输送能力为单向1500万人/年。

## 历史
2014年10月，标准为160KM/h单线电气化铁路的弥蒙铁路项目建议书通过评审。
2015年12月，弥蒙铁路开工建设。
2018年1月，国家发改委批复弥蒙铁路调整为高速铁路复线建设的可研报告线路。2018年5月30日上午，250km/h双线的弥蒙铁路正式开工建设。5月30日，弥蒙铁路正式开工建设。
2020年11月26日，弥蒙铁路最长一级高风险隧道白沙坡隧道顺利贯通。11月23日，弥蒙铁路站后四电(电力、牵引供电、通信、信号)工程全面展开。
2021年1月14日，弥蒙铁路最长隧道——中哨隧道顺利贯通。2021年8月12日，大庄隧道顺利贯通；全线10座隧道全部贯通。
2022年1月20日，弥蒙铁路全线铺轨完成。3月19日，既有中越国际通道昆玉河铁路成功引入全线最大车站红河站普速场，两条铁路成功实现融合对接。3月20日，正线接触网全线贯通。4月11日，弥蒙铁路成功接入南昆高铁。此次在南昆高铁弥勒站插入的42号道岔，全长157.2米，重262吨，列车直向通过时速350公里，侧向通过时速160公里，能够大幅压缩列车转换线路的时间，提高通行效率。是中国具有完全自主知识产权、高铁枢纽型号最大、长度最长的有砟高速道岔。8月10日，弥蒙高铁接触网冷滑试验顺利完成。

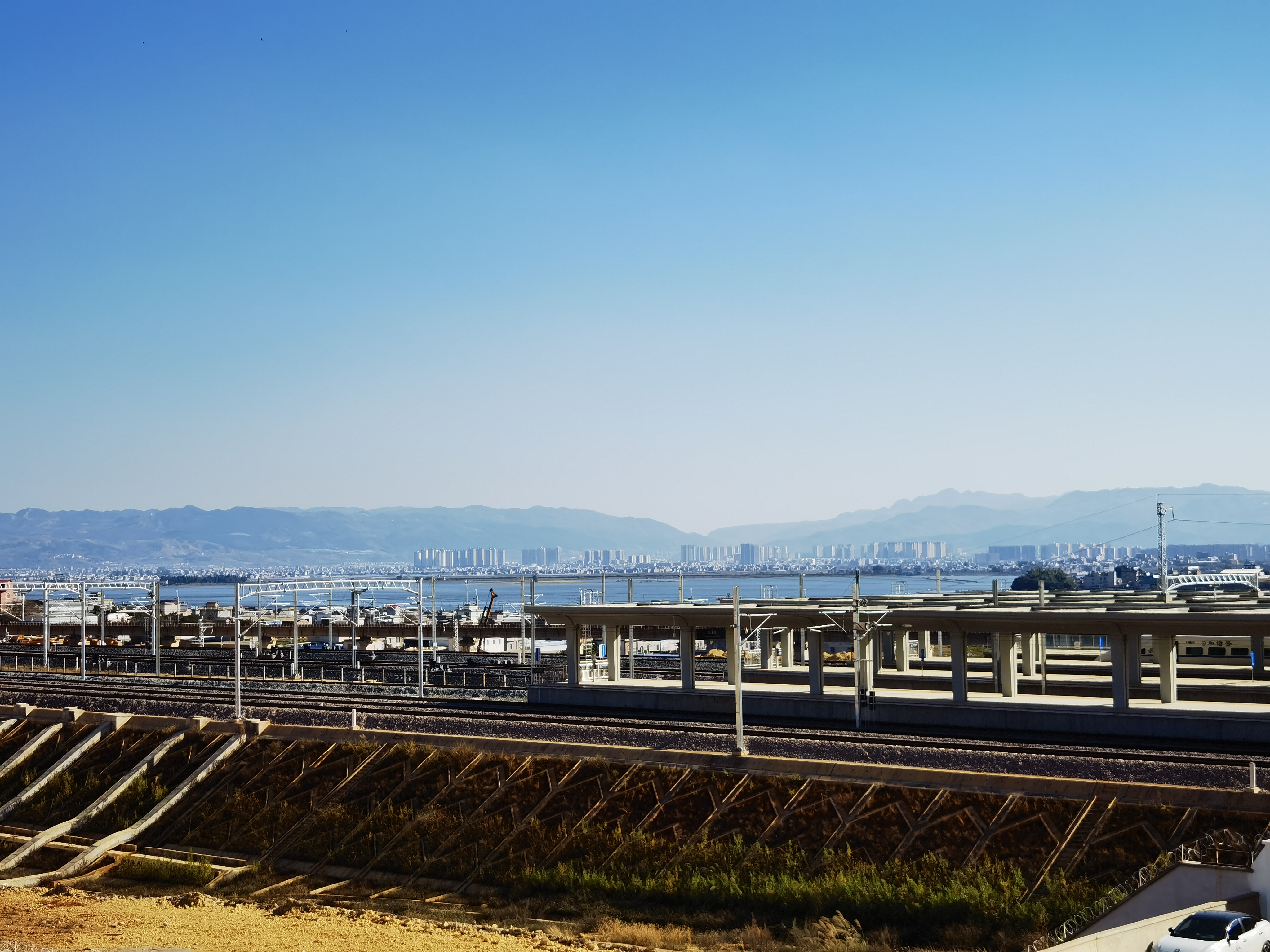
弥蒙高铁红河站始发段，远处可见蒙自长桥海及蒙自市区。

2022年8月24日8时20分许，弥勒至蒙自高速铁路首趟动态检测列车从弥勒站发车前往红河站，标志着弥蒙高铁进入联调联试动态检测阶段，全线开通运营进入倒计时。11月24日，弥蒙高铁通过初步验收。12月16日，弥蒙高铁开通运营。